# Condado de Clark (Kentucky)
O Condado de Clark é um dos 120 condados do estado americano de Kentucky. A sede do condado é Winchester, e sua maior cidade é Winchester. O condado possui uma área de 661 km² (dos quais 2 km² estão cobertos por água), uma população de 33 144 habitantes, e uma densidade populacional de 50 hab/km² (segundo o censo nacional de 2000). O condado foi fundado em 1793.